# Trent Plaisted
Trent Plaisted, né le 1er octobre 1986, à Manteca, en Californie, est un joueur américain de basket-ball. Il évolue au poste d'ailier fort ou de pivot.

## Carrière
Trent Plaisted effectue son cursus universitaire au sein de l'université Brigham Young à Provo.
Il est drafté en 2008 en 46e position par SuperSonics de Seattle. Il est de suite échangé avec les Pistons de Détroit avec Walter Sharpe contre D.J. White.
Durant l'été 2008, il s'engage pour un an avec l'équipe italienne des Angelico Biella. Mais il se blesse en décembre 2008 et met un terme à sa saison.
En août 2009, il s'engage pour une saison en Croatie avec le KK Zadar.
Il participe à la NBA Summer League 2010 avec les 76ers de Philadelphie puis avec les Bulls de Chicago. En octobre 2010, il retourne en Croatie est s'engage avec le KK Cedevita.
En février 2011, il rejoint le Zalgiris Kaunas jusqu'à la fin de la saison.
En novembre 2011, il rejoint l'Ukraine et le BK Tcherkassy Mavpy.
En janvier 2012, il rejoint la Turquie et s'engage jusqu'à la fin de la saison avec l'équipe d'Aliağa Petkim.
En 2012, il effectue toute la préparation d'avant saison avec les Clippers de Los Angeles avant de s'engager en décembre avec le Limoges CSP en remplacement de Ty Walker.
En juillet 2013, il rejoint l'Allemagne et s'engage pour la saison avec l'équipe du Ratiopharm Ulm.
En septembre 2014, Trent Plaisted fait son retour pour la saison 2014-2015 à Limoges. Il devient champion de France cette saison-là avec ce club du Limousin.
En août 2015, il quitte l'Europe pour l'Amérique du Sud et le club argentin de La Union de Formosa.
Le 30 décembre 2015, retour en Europe et en Lituanie où il s'engage jusqu'à la fin de la saison avec le Klaipėdos Neptūnas.
Durant l'été 2016, il retourne en Allemagne avec le club des Phoenix Hagen mais le club est exclu du championnat quelques mois après le début de saison à cause de problèmes financiers.
En février 2017, il rejoint le Japon et l'Alvark Tokyo pour la fin de saison.
En juillet 2017, ce globe trotter reste au Japon et poursuit l'aventure nippone sous d'autres couleurs, celles de l'Osaka Evessa.
En janvier 2018, Trent Plaisted annonce sa retraite sportive.

## Palmarès
En club
- Champion de France Pro A 2015 avec le Limoges CSP